# Dechová značka

Dechová značka

Dechová značka (slangově luftpauza) je symbol používaný v hudební notaci. Stanovuje, že interpret hudební pasáže má nabrat dech (u dechových nástrojů a zpěváků) nebo udělat krátkou pauzu (pro ostatní hudební nástroje). Tato pauza obvykle zkracuje trvání předchozího tónu a nemění tempo přednesu; v této funkci na ni můžeme pohlížet jako na pomlku, která je obdobou melodické ozdoby. Tím se liší od cézury, při které se na krátkou dobu zastaví rytmus.
Dechová značka je obvykle umístěna nad notovou osnovou a na konci hudební fráze. Má obdobnou funkci jako interpunkční znaménko čárka v zápisu textu v mnoha jazycích, a oba symboly mají i stejný vzhled.